# Feels
Feels är ett studioalbum av den amerikanska musikgruppen Animal Collective. Förutom alla medlemmar i gruppen medverkade även Kría Brekkan och Eyvind Kang på albumet.

## Låtlista
| Nr | Titel                 | Längd |
| -- | --------------------- | ----- |
| 1. | Did You See the Words | 5:15  |
| 2. | Grass                 | 2:59  |
| 3. | Flesh Canoe           | 3:44  |
| 4. | The Purple Bottle     | 6:48  |
| 5. | Bees                  | 5:38  |
| 6. | Banshee Beat          | 8:22  |
| 7. | Daffy Duck            | 7:34  |
| 8. | Loch Raven            | 4:59  |
| 9. | Turn Into Something   | 6:29  |